# Jhohan Romaña
Jhohan Sebastián Romaña Espitia (Apartadó, Colombia; 13 de septiembre de 1998) es un futbolista colombiano. Juega de defensor y su equipo actual es el San Lorenzo de  Almagro de la Primera División de Argentina.

## Clubes
| Equipo                 | País           | Año         |
| ---------------------- | -------------- | ----------- |
| Independiente Medellín | Colombia       | 2016 - 2019 |
| Club Guaraní           | Paraguay       | 2019 - 2020 |
| Austin FC              | Estados Unidos | 2021 - 2022 |
| Club Olimpia           | Paraguay       | 2023        |
| San Lorenzo de Almagro | Argentina      | 2024 - Act  |

## Estadísticas
- Actualizado al último partido disputado el 12 de mayo de 2024.

| Equipo                            | Div.                | Temporada           | Liga  | Liga  | Liga   | Copas Nacionales | Copas Nacionales | Copas Nacionales | Copas Internacionales | Copas Internacionales | Copas Internacionales | Total | Total | Total  |
| Equipo                            | Div.                | Temporada           | Part. | Goles | Asist. | Part.            | Goles            | Asist.           | Part.                 | Goles                 | Asist.                | Part. | Goles | Asist. |
| --------------------------------- | ------------------- | ------------------- | ----- | ----- | ------ | ---------------- | ---------------- | ---------------- | --------------------- | --------------------- | --------------------- | ----- | ----- | ------ |
| Independiente Medellín · Colombia | 1.ª                 | 2016                | 1     | 0     | 0      | 1                | 0                | 0                | -                     | -                     | -                     | 2     | 0     | 0      |
| Independiente Medellín · Colombia | Total club          | Total club          | 1     | 0     | 0      | 1                | 0                | 0                | 0                     | 0                     | 0                     | 2     | 0     | 0      |
| Club Guarani Paraguay             | 1.ª                 | 2019                | 1     | 0     | 0      | -                | -                | -                | -                     | -                     | -                     | 1     | 0     | 0      |
| Club Guarani Paraguay             | 1.ª                 | 2020                | 19    | 0     | 1      | -                | -                | -                | 12                    | 1                     | 0                     | 29    | 1     | 1      |
| Club Guarani Paraguay             | Total club          | Total club          | 20    | 0     | 1      | 0                | 0                | 0                | 12                    | 1                     | 0                     | 32    | 1     | 1      |
| Austin F. C. Estados Unidos       | 1.ª                 | 2021                | 25    | 0     | 0      | -                | -                | -                | -                     | -                     | -                     | 25    | 0     | 0      |
| Austin F. C. Estados Unidos       | 1.ª                 | 2022                | 10    | 0     | 0      | -                | -                | -                | -                     | -                     | -                     | 10    | 0     | 0      |
| Austin F. C. Estados Unidos       | Total club          | Total club          | 35    | 0     | 0      | 0                | 0                | 0                | 0                     | 0                     | 0                     | 35    | 0     | 0      |
| Club Olimpia Paraguay             | 1.ª                 | 2023                | 15    | 0     | 0      | -                | -                | -                | 6                     | 0                     | 0                     | 21    | 0     | 0      |
| Club Olimpia Paraguay             | Total club          | Total club          | 15    | 0     | 0      | 0                | 0                | 0                | 6                     | 0                     | 0                     | 21    | 0     | 0      |
| San Lorenzo Argentina             | 1.ª                 | 2024                | 25    | 0     | 0      | 16               | 0                | 0                | 6                     | 1                     | 0                     | 47    | 1     | 0      |
| San Lorenzo Argentina             | 1.ª                 | 2025                | 12    | 0     | 0      | 1                | 0                | 0                | -                     | -                     | -                     | 13    | 0     | 0      |
| San Lorenzo Argentina             | Total club          | Total club          | 39    | 0     | 0      | 17               | 0                | 0                | 6                     | 1                     | 0                     | 60    | 1     | 0      |
| Total en su carrera               | Total en su carrera | Total en su carrera | 110   | 0     | 1      | 18               | 0                | 0                | 24                    | 2                     | 0                     | 150   | 2     | 1      |

## Palmarés

### Campeonatos nacionales
| Título              | Equipo                 | País     | Año    |
| ------------------- | ---------------------- | -------- | ------ |
| Categoría Primera A | Independiente Medellín | Colombia | 2016-I |